# El tahúr (Georges de La Tour)
El tahúr o El tahúr del as de diamantes (en francés, Le Tricheur à l'as de carreau) es una de las pinturas más conocidas del pintor francés Georges de La Tour. Está realizada al óleo sobre lienzo. Se considera que debió ejecutarse alrededor de 1635. Mide 106 cm de alto y 146 cm de ancho. Se exhibe actualmente en el Museo del Louvre de París (Francia), que lo adquirió en 1972.
Es un cuadro de género en el que se retrata una escena de burdel, en el que un tahúr y una prostituta, con la complicidad de una criada, despluman a un joven rico, ataviado con lujo, quien no se da cuenta de que el tahúr se saca del cinturón un as de diamantes.